# 투기자본감시센터
투기자본감시센터(Spec Watch Korea)는 투기자본에 대한 노동계와 시민사회의 비판적 공론을 활성화하고, 건설적 대안을 제시하며, 정부의 대책마련을 촉구하여 제도적 장치를 마련하고, 노동자들의 정당한 자기 방어투쟁에 기여하고자 설립된 비정부 기구이다. 서울특별시 종로구 교남동 46번지에 위치하고 있다.

## 연혁
- 2004년 8월 25일 투기자본감시센터 설립

## 논란
외환카드 노조위원장을 지냈던 장화식 대표가 론스타코리아로부터 7억원을 받은 혐의로 긴급체포되었다. 투기자본감시센터는 장 대표를 즉시 파면했으나, 장 대표는 "밀린 임금을 받은 것 뿐"이라면서 혐의를 부인하였다.